# Some Nights
Some Nights é o segundo álbum de estúdio gravado pela banda de indie pop norte-americana fun.. Lançado nos Estados Unidos no dia 14 de Fevereiro de 2012 pela distribuidora fonográfica Fueled by Ramen, foi gravado ao longo de 2011 e produzido por Jeff Bhasker, Emile Haynie e Jake One, membros da banda. Até Agosto de 2012, vendeu 446 mil cópias nos EUA.

## Faixas
Todas as letras escritas por Nate Ruess, todas as músicas compostas por Fun..
| CD  |                                                |         |  |
| N.º | Título                                         | Duração |  |
| 1.  | "Some Nights" (Intro)                          | 2:17    |  |
| 2.  | "Some Nights"                                  | 4:37    |  |
| 3.  | "We Are Young" (participação de Janelle Monáe) | 4:10    |  |
| 4.  | "Carry On"                                     | 4:40    |  |
| 5.  | "It Gets Better"                               | 3:36    |  |
| 6.  | "Why Am I the One"                             | 4:46    |  |
| 7.  | "All Alone"                                    | 3:05    |  |
| 8.  | "All Alright"                                  | 3:59    |  |
| 9.  | "One Foot"                                     | 3:31    |  |
| 10. | "Stars"                                        | 6:54    |  |

| Faixas Bônus do iTunes |                       |         |  |
| N.º                    | Título                | Duração |  |
| 11.                    | "Out on the Town"     | 4:21    |  |
| 12.                    | "Carry On" (Acústica) | 4:08    |  |

## Desempenho nas paradas musicais
| Parada musical(2012)                      | Melhor posição |
| ----------------------------------------- | -------------- |
| Austrália - Australian Albums Chart       | 11             |
| Áustria -Austrian Albums Chart            | 11             |
| Bélgica - Belgian Albums Chart (Flanders) | 76             |
| Bélgica - Belgian Albums Chart (Wallonia) | 69             |
| Canadá - Canadian Albums Chart            | 5              |
| Dinamarca - Danish Albums Chart           | 40             |
| Países Baixos - Dutch Albums Chart        | 50             |
| Alemanha - German Albums Chart            | 30             |
| Irlanda - Irish Albums Chart              | 15             |
| Itália - Italian Albums Chart             | 31             |
| México - Mexican Albums Chart             | 87             |
| Nova Zelândia - New Zealand Albums Chart  | 6              |
| Noruega - Norwegian Albums Chart          | 12             |
| Portugal - Portuguese Albums Chart        | 27             |
| Suíça - Swiss Albums Chart                | 16             |
| Espanha - Spain Album Chart               | 99             |
| Reino Unido - UK Albums Chart             | 7              |
| Estados Unidos - Billboard 200            | 3              |
| Estados Unidos - Rock Albums              | 1              |
| Estados Unidos - Alternative Albums       | 1              |